# Цариградска конференција
Цариградска конференција је био састанак великих сила (Британија, Русија, Француска, Немачка, Аустроугарска и Италија) одржан у Истанбулу (Цариграду) од 23. децембра 1876. до 20. јануара 1877. Након Херцеговачког устанка који је започео у 1875. години и Бугарског устанка у априлу 1876. године, велике силе договориле су се о пројекту политичких реформи како у Босни, тако и на османским територијама са већинским бугарским становништвом.